# 堀田庄三
堀田 庄三（ほった しょうぞう、1899年1月23日 - 1990年12月18日）は、日本の銀行家。住友銀行頭取を19年務め（1952年～1971年）、「住銀の法皇」と称された。住友家評議員会委員長、住友老壮会会長、日本航空元会長。勲一等旭日大綬章受章。元モルガン・スタンレー証券代表取締役会長の堀田健介は長男。大正製薬社長の上原明は二男。

## 来歴・人物

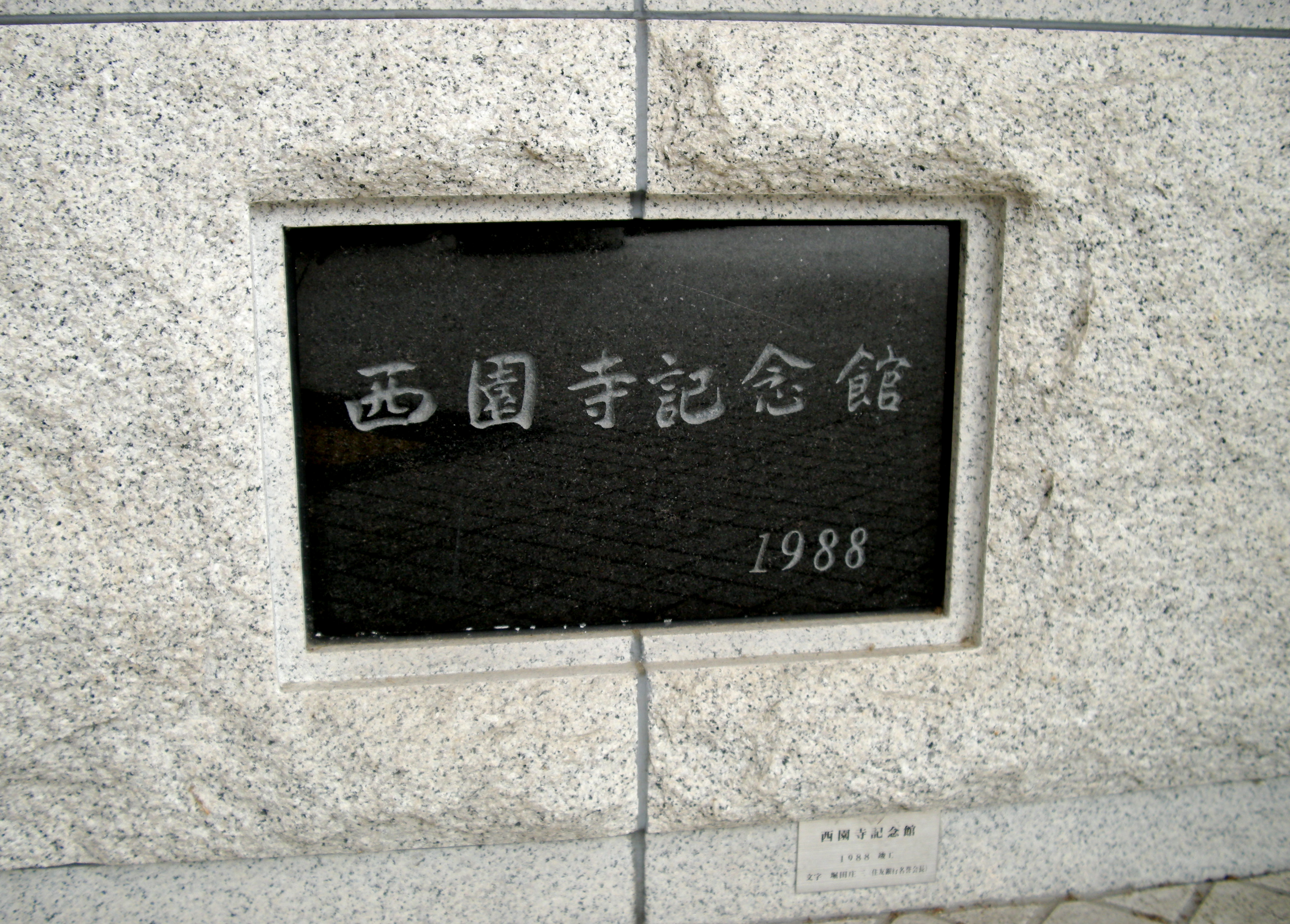
「西園寺記念館」定礎石の題字（堀田庄三 揮毫）

愛知県名古屋市に牛田正太の二男として生まれ、堀田家に養子入りする。愛知一中、松本高校文科甲類を経て、1926年京都帝国大学経済学部を卒業し、住友銀行（現・三井住友銀行）に入行。名古屋支店勤務を経て、1928年東京・人形町支店に異動。ここで経営コンサルティングを行いながら新規顧客開拓に成果を上げ、行内で頭角を顕す。1940年には新設の東京事務所に異動、1942年には所長となり、国の統制経済政策に機敏に対応するため、足しげく大蔵省、日本銀行などに通いつめた。後の“MOF担”の先駆的存在であった。
終戦後、公職追放により上層部が退陣すると、1947年2月に取締役に選ばれると同時に常務取締役に就任。同年8月には副社長に就任した。また経済同友会の代表幹事（当時の役職名は当番幹事）にもなり、政治家、経済人との親交を結び、吉田茂、池田勇人、佐藤栄作と続く保守本流との関係や、財界四天王である小林中、桜田武、永野重雄、水野成夫、東大教授の東畑精一などとの関係を深めた。また、官僚主導の金融政策に対抗して、大蔵省・日銀・市中銀行・学識経験者からなる金融委員会の創設を提言したりした。やがて財界活動からは徐々に距離を置くことになる（住友銀行が財界活動に復帰するのは1986年に磯田一郎が経団連副会長に就任するまで待たなければならなかった）。
1952年、頭取に就任すると、「堅実経営による経営の健全化」「情実になじまず、因縁にとらわれず、合理性に立脚する」「凡百の議論より実践」の三点を掲げ、世上堀田イズムと称された合理主義的経営を行った。
堀田が頭取に就任以来取った政策は、1882年に初代総理事広瀬宰平が策定した家憲（「営業の信用を重んじ確実をむねとする」「浮利にはしり、軽進すべからず」などが謳われている「家法」）にのっとった合理主義経営の実践であった。そのため取引先企業の経営がかたむき始めると融資を引き上げ、「がめつい」「逃げ足が速い」と批判された。この政策は1949年頃の融資担当常務から実践されており、トヨタ自動車に「機屋に貸せても、鍛冶屋には貸せない」とにべもなく峻拒、貸出金の回収に走り、同社は住友銀行との取引を断交した。そのため、中京地域で住銀が苦戦する遠因となった事や、三井住友銀行発足まで同社と取引出来なかった事がある。また、後にイトマン事件等の不祥事が続発するような、利益第一主義の遠因となったという指摘もある。
しかし入行直後に昭和金融恐慌を体験し、相続く銀行の破綻をつぶさに見てきた堀田は、「預金者のお金を厳格に運用するのは銀行の責務」とたじろがなかった。1965年、河内銀行を吸収合併し、それまで資金量で四位に甘んじていた住友銀行は、三菱銀行、三和銀行(両行とも現三菱UFJ銀行)両行を抜き、富士銀行に次いで二位に躍り出た。資金量の増加と共に外延企業拡大戦略が大々的に展開され、事業の将来性と経営者の能力を厳密に評価した上で、松下電器産業、三洋電機、武田薬品工業、ブリヂストン、マツダ、コマツ、旭化成、伊藤忠商事、ダイエーといった日本を代表する企業を育てていった。
1971年に会長、1977年に取締役相談役・名誉会長となる。その他、朝日放送取締役、日本万国博覧会協会副会長なども務めた。
1990年12月18日、肺炎のため死去。享年91。

## 栄典
- 勲一等旭日大綬章受章　1980年（昭和55年）4月29日

## 親族
堀田庄三の長男健介が安西正夫の三女公子を娶っている。安西家は、正田英三郎家から皇室、そして岸信介、佐藤栄作、三木武夫の元内閣総理大臣などに連なる姻戚関係を持つ一族である。
長女育子は、元日本郵船会長の浅尾新甫の二男浩二に嫁いでいる。浅尾家は山梨県中郡筋下小河村の旧家で「甲州十五人衆」の一家として名門一族である。浅尾新甫の父浅尾長慶は元衆議院議員で、東京電力の前身である東京電燈の創設者の1人。浅尾浩二の兄新一郎の妻道子は、元侍従長の三谷隆信の二女。隆信は外務省の条約局長、駐スイス公使、駐フランス大使を歴任し、戦後退官した外交官。三谷隆信の長男信の妻涼子は、元興銀総裁岸喜二雄。また隆信の長女邦子は、元駐ドイツ大使永井松三の長男邦夫に嫁ぎ、三女正子は、鮎川義介の長男弥一郎に嫁いでいる。
堀田庄三の二男明は、1978年に大正製薬社長上原昭二の長女正子を娶り、妻正子と養子縁組して上原姓を名乗り、それまで勤めていた日本電気を辞めて、養父の会社大正製薬の取締役に就任した。大正製薬のオーナーであった上原正吉（元参議院議員）は実子がなく、上原昭二は養子であり、その昭二も2人の娘はいるが息子がいない。また正子の妹の吉子が元首相の大平正芳の三男明に嫁いでいる。